# NGC 2360
NGC 2360（Caldwell 58、Melotte 64）は、おおいぬ座の方角にある散開星団である。1783年にカロライン・ハーシェルが発見した。発見者の名前からCaroline's Clusterとも呼ばれる。